# Gustavo Canto
Gustavo Damián Canto (Saldán, 25 febbraio 1994) è un calciatore argentino, difensore dell'Always Ready.

## Caratteristiche tecniche
È un terzino sinistro.

## Carriera
Inizia la propria carriera nelle serie inferiori del calcio argentino con le maglie di Racing (C) e Tiro Federal; nel 2015 viene acquistato dal Sarmiento (J) compiendo un doppio salto di categoria ed il 12 settembre debutta in Primera División in occasione dell'incontro perso 1-0 contro l'Olimpo.
Poco impiegato nei mesi seguenti, nel 2016 si trasferisce al Ferro Carril Oeste dove disputa due stagioni da protagonista in Primera B Nacional. Nel 2018 dove trascorre un'annata con Club Tijuana e Dorados per poi tornare in Patria al Ferro Carril Oeste.
Nel 2020 viene acquistato dal Patronato facendo quindi ritorno in prima divisione; con il club rossonero gioca le prime due edizioni della neonata Copa de La Liga Profesional. Nel 2021 si trasferisce al Banfield.

## Statistiche

### Presenze e reti nei club
Statistiche aggiornate al 7 gennaio 2024.
| Stagione                  | Squadra                   | Campionato                | Campionato | Campionato | Coppe nazionali | Coppe nazionali | Coppe nazionali | Coppe continentali | Coppe continentali | Coppe continentali | Altre coppe | Altre coppe | Altre coppe | Totale | Totale |
| Stagione                  | Squadra                   | Comp                      | Pres       | Reti       | Comp            | Pres            | Reti            | Comp               | Pres               | Reti               | Comp        | Pres        | Reti        | Pres   | Reti   |
| ------------------------- | ------------------------- | ------------------------- | ---------- | ---------- | --------------- | --------------- | --------------- | ------------------ | ------------------ | ------------------ | ----------- | ----------- | ----------- | ------ | ------ |
| 2012-2013                 | Racing (C)                | TAA                       | 4          | 0          | CA              | 0               | 0               | -                  | -                  | -                  | -           | -           | -           | 4      | 0      |
| 2014                      | Racing (C)                | TAB                       | 21         | 3          | CA              | 0               | 0               | -                  | -                  | -                  | -           | -           | -           | 21     | 3      |
| Totale Racing de Córdoba  | Totale Racing de Córdoba  | Totale Racing de Córdoba  | 25         | 3          |                 | 0               | 0               |                    | -                  | -                  |             | -           | -           | 25     | 3      |
| 2014-2015                 | Tiro Federal              | TAA                       | 6          | 0          | CA              | 1               | 0               | -                  | -                  | -                  | -           | -           | -           | 7      | 0      |
| 2015                      | Sarmiento (J)             | PD                        | 1          | 0          | CA              | 0               | 0               | -                  | -                  | -                  | -           | -           | -           | 1      | 0      |
| 2016                      | Sarmiento (J)             | PD                        | 2          | 0          | CA              | 0               | 0               | -                  | -                  | -                  | -           | -           | -           | 2      | 0      |
| Totale Sarmiento (J)      | Totale Sarmiento (J)      | Totale Sarmiento (J)      | 3          | 0          |                 | 0               | 0               |                    | -                  | -                  |             | -           | -           | 3      | 0      |
| 2016-2017                 | Ferro Carril Oeste        | PN                        | 30         | 2          | CA              | 1               | 0               | -                  | -                  | -                  | -           | -           | -           | 31     | 2      |
| 2017-2018                 | Ferro Carril Oeste        | PN                        | 19         | 0          | CA              | 0               | 0               | -                  | -                  | -                  | -           | -           | -           | 19     | 0      |
| 2018-gen. 2019            | Club Tijuana              | LMX                       | 11         | 0          | CM              | 4               | 1               | -                  | -                  | -                  | -           | -           | -           | 15     | 1      |
| gen.-giu. 2019            | Dorados                   | LDA                       | 7          | 0          | CM              | 4               | 0               | -                  | -                  | -                  | -           | -           | -           | 11     | 0      |
| 2019-2020                 | Ferro Carril Oeste        | PN                        | 17         | 2          | CA              | 0               | 0               | -                  | -                  | -                  | -           | -           | -           | 17     | 2      |
| Totale Ferro Carril Oeste | Totale Ferro Carril Oeste | Totale Ferro Carril Oeste | 66         | 4          |                 | 1               | 0               |                    | -                  | -                  |             | -           | -           | 67     | 4      |
| 2020                      | Patronato                 | -                         | -          | -          | CdL             | 7               | 1               | -                  | -                  | -                  | -           | -           | -           | 7      | 1      |
| 2021                      | Patronato                 | -                         | -          | -          | CA+CdL          | 1+10            | 0               | -                  | -                  | -                  | -           | -           | -           | 11     | 0      |
| 2021                      | Banfield                  | PD                        | 13         | 0          | CA              | 1               | 0               | -                  | -                  | -                  | -           | -           | -           | 7      | 0      |
| 2022                      | Emelec                    | A                         | 5          | 0          | CE              | 0               | 0               | CL                 | 1                  | 0                  | -           | -           | -           | 6      | 0      |
| 2022                      | Arsenal Sarandí           | PD                        | 14         | 0          | CA+CdL          | 0               | 0               | -                  | -                  | -                  | -           | -           | -           | 14     | 0      |
| 2023                      | Central Córdoba (SdE)     | PD                        | 24         | 0          | CA+CdL          | 2+14            | 0               | -                  | -                  | -                  | -           | -           | -           | 40     | 0      |
| 2024                      | Gimnasia (LP)             | PD                        | 0          | 0          | CA+CdL          | 0               | 0               | -                  | -                  | -                  | -           | -           | -           | 0      | 0      |
| Totale carriera           | Totale carriera           | Totale carriera           | 175        | 7          |                 | 45              | 2               |                    | 1                  | 0                  |             | -           | -           | 221    | 9      |